# Giorgi Nemsadze
Giorgi Nemsadze (nacido en Kutaisi el 26 de septiembre de 1984) es un jugador de rugby georgiano. Juega de segunda línea/flanker para Montauban y la selección nacional de Georgia.